# Хлопці не плачуть
Хло́пці не пла́чуть (пол. Chłopaki nie płaczą) — польський художній фільм, комедія режисера Олафа Любашенка, 1999 року. Час зйомок: 9 червня — 14 липня 1999. Пленери: Варшава, Єленя Гура.

## У ролях
- Мацей Штур — Куба Бреннер
- Войцех Клята — Оскар
- Томаш Баєр — Ляска
- Цезарій Пазура — Фред
- Мирослав Зброєвич — Ґруха
- Михал Мильович — Болєц
- Анна Муха — Лілі
- Богдан Лазука — Шеф
- Анджей Зелінський — Сильнорукий
- Маріуш Чайка — Альфонс Чесек
- Мирослав Бака — Чічи, знайомий Куби
- Тадеуш Гук — старший поліцейський
- Радослав Пазура — молодший поліцейський
- Павел Нович — декан Зайончек
- Едвард Лінде-Любашенко — ректор Рудольф
- Ася Ламтюгіна — професорка
- Магдалена Мазур — Вероніка
- Моніка Амброзяк — Цикофон
- Павел Дельонг — Ярек Псикута
- Леон Нємчик — «Король вбиралень», Лясчин батько
- Куба Сенкевич — лікар-невролог
- Славомир Пацек — лікар-дерматолог
- Криштоф Крупинський — кельнер
- Катаржина Смехович — консультантка у відеопрокаті
- Єжи Насеровський — гість
- Гжегож Ковальчик — бандит, що пробує вкрасти Фредову валізу
- Роберт Гениґ — гангстер у фільмі
- Юліян Каревич — Бомбель, Лясчин приятель
- Мартин Колодинський — Серфер, Лясчин приятель
- Ричард Яблонський — перукар у «Галереї Зачісок»
- Анджей Бутрук — редактор Возьніца
- Гжегош Скшеч — Владзьо, поліцейський з дорожньої інспекції
- Єжи Коляса — Єжик, поліцейський з дорожньої інспекції
- Кшиштоф Коседовський — Сивий
- Аркадіуш Валковяк — молодий спритник
- Віолетта Арляк — деканова секретарка
- Януш Войцик — гість у пабі
- Владислав Жмуда — дискутант у пабі
- Криштоф Дмошинський — дискутант у пабі
- Михал Литвинець — саксофоніст
- Анджей Млечко — гість коло бару
- Александра Кісьо — партнерка гостя (Анджея Млечка) коло бару

## Сюжет
Головним героєм фільму є амбітний молодий скрипаль Куба Бреннер (Мацей Штур). Не зважаючи на труднощі із навчанням і розставання із дівчиною, він намагається допомогти своєму несміливому другові, Оскару. Замовлені на «допомогу» дівчата, a конкретніше — їх сутенер, мають досить великі фінансові вимоги, що створює для Куби та Оскара значні проблеми.
Іще один герой фільму, гангстер-початківець Болєц, також має багато проблем. Вони полягають у конфлікті між його власним баченням спокійного життя і вимогами батька — Шефа злочинного світу, який хоче, щоб його син був гідним наступником.
Врешті пара гангстерів із Узбережжя — Фред (Цезарій Пазура) і Ґруха (Мирослав Зброєвич), які планують спільну справу з Шефом, — на запрошення приходять у клуб Больца (Міхал Мілович) і доводять до стрілянини, в якій поранено 3 людей (Ґруха, Болець і Чесек). Випадковим учасником стає Куба. Коли зникає сумка з великою сумою грошей, усі думають, що сумку вкрав Куба, хоча насправді це не так.
Фред і Ґруха вивозять Кубу до Старих Берізок, де є колишні німецькі бункери, і змушують рити собі могилу. Між Фредом і Ґрухою починається конфлікт, який закінчується тим, що Фред отримує дві кулі й падає неживий. Тим часом Куба викликав Ляску і його двох приятелів на допомогу, але вони у цей час своїм Вольво буксирують поліцейську машину, бо поліцейські з дорожньої інспекції випили алкоголь. Через певний час приятель Ляски зауважує, що за ними їде поліцейська машина, з переляку Бомбель дає газу, і буксирувальний трос рветься. Полонез падає з великої висоти й опиняється на місці вбивства Фреда.
Ґруха потрапляє до в'язниці. Тим часом Куба виїжджає до Франції. Перед відльотом розкланюється з Оскаром і Ліліяною, які чекають дитину. Виявляється, що Рудольф, учитель Куби, також виїжджає, але до Мілану. Болєц ладнає з батьком і оголошує йому, що завершує з життям гангстера і виходить на музичний ринок як виробник. Ляска, Бомбель і Серфер помилково доходять аж до моря, Ляска говорить, як йому подобається краєвид.

## Музика
У фільмі використано фрагменти кількох музичних творів:
- Музична тема з твору «Dni których jeszcze nie znamy» (музика Яна Канти Павлюшкевича, слова Марека Ґрехути) уперше опубліковано в альбомі Korowód (1971).
- «La piu bella del mondo» (музика і слова Маріно Маріні) у виконанні автора.
- «To ostatnia niedziela» (музика Єжи Перерстбурського, слова Зенона Фрідвальда) у виконанні Мечислава Фогга.
- «Sandały» (музика Міколая Кошинського, слова Міколая Кошинського і Олафа Лінде-Любашенко)
- «Klonie ty mój… (російський романс)» (музика Олександра Слєпакова, слова Сергія Єсеніна)

## Цікаві факти
- У фільмі використано фрагмент художнього фільму Смерть у Венеції режисера Лукіно Вісконті 1971 року, що був знятий на основі книги Смерть у Венеції Томаса Манна 1912 року.
- У фільмі в епізодичних ролях з'являється дует поліцейських, яких зіграли Тадеуш Гук та Радослав Пазура. Це зв'язок із серіалом Поліцейські, в якому обидва актори зіграли ролі двох поліцейських.

## Нагороди
- 2001 — Дорота Рокуепло Орел, Polska Nagroda Filmowa (номінація) в категорії: йкращі костюми; за 2000 рік
- 2001 — Ванда Земан Орел, Polska Nagroda Filmowa (номінація) в категорії: найкращий монтаж; за 2000 рік
- 2001 — Януш Моргенштерн Орел, Polska Nagroda Filmowa (номінація) в категорії: найкращий продюсер; за 2000 рік
- 2001 — Павел Моссаковський Орел, Polska Nagroda Filmowa (номінація) в категорії: найкращий продюсер; за 2000 рік